# Distretto di Seydiler
Il distretto di Seydiler (in turco Seydiler ilçesi) è uno dei distretti della provincia di Kastamonu, in Turchia.